# Bismarckhöhle (Ennepetal)
Die Bismarckhöhle liegt in Ennepetal südlich des Ruhrgebietes.
Die Bismarckhöhle liegt in der gleichen Kalklinse wie die Kluterthöhle und ist mit dieser verbunden.
Im Zweiten Weltkrieg diente die Bismarckhöhle als Bunker zum Schutz vor Luftangriffen. In dieser Zeit wurden unter anderem eine Schaukel, eine Wippe und ein Karussell in der Höhle installiert.

## Lage und Ausdehnung
Die Höhle ist Teil des Höhlensystems Klutert-Berg. Der Klutert-Berg liegt nördlich der Ortschaft Milspe – heute Stadtteil der Gemeinde Ennepetal. Historisch wurde die Höhle oft zu Schwelm oder Voerde gerechnet.
Die Höhle hat eine Ganglänge von über 1449 Metern. Mit zahlreichen Seen ist die Höhle wasserreich.

## Fauna und Naturschutz
Das Gebiet des Klutertberges mit der Kluterthöhle wurde bereits 1937 als Naturschutzgebiet Kluterthöhle und Bismarckhöhle per Verordnung wegen seiner einzigartigen Fauna ausgewiesen. Die Höhle ist ferner als geschütztes Geotop ausgewiesen.

## Kulturgeschichte und Erforschung
Seit 1976 werden Höhlen des Klutertberges vom Arbeitskreis Kluterthöhle e. V. wissenschaftlich betreut. Der Verein hat seitdem mehrere Hundert Meter Neuland in der Höhle entdeckt.
Am 12. Juli 2025 fanden Höhlenforscher des Arbeitskreises Kluterthöhle eine Verbindung zwischen der Kluterthöhle und der Bismarckhöhle.